# Weberocereus tunilla
Weberocereus tunilla ist eine Pflanzenart in der Gattung Weberocereus aus der Familie der Kakteengewächse (Cactaceae). Das Artepitheton tunilla bedeutet ‚kleine Tuna‘.

## Beschreibung
Weberocereus tunilla wächst mit kletternden, ausgespreizten oder hängenden unregelmäßig verzweigenden Trieben, die zahlreiche Luftwurzeln ausbilden  Die fleischigen, zwei- bis sechskantigen Triebe sind rötlich grün und weisen Durchmesser von 6 bis 23 Millimeter auf. Die Triebkanten sind ganzrandig oder gezähnt. Unterhalb der Areolen befindet sich ein auffälliger Höcker. Es sind vier bis 20 ausstrahlende, haarartige, etwas gebogene und cremefarbige Dornen vorhanden, die im Alter bräunlich werden. Sie sind an ihrer Basis zwiebelförmig verdickt und 3 bis 5 Millimeter lang.
Die trichter- bis glockenförmigen, rosafarbenen, stechend riechenden Blüten erscheinen einzeln und sind 6 bis 7 Zentimeter lang. Ihr stark gehöckertes Perikarpell ist mit Schuppen, weißer Wolle und vier bis zwölf haarartigen Dornen besetzt. Die kurz länglichen, rosafarbenen, leicht bedornten Früchte besitzen eine Länge von 4,5 Zentimeter und einen Durchmesser von 3,5 Zentimeter. Ihr Fruchtfleisch ist purpurfarben.

## Verbreitung, Systematik und Gefährdung
Weberocereus tunilla ist in Costa Rica in der Provinz Cartago in Höhenlagen von 1000 bis 2330 Metern verbreitet.
Die Erstbeschreibung als Cereus tunilla erfolgte 1902 durch Frédéric Albert Constantin Weber. Nathaniel Lord Britton und Joseph Nelson Rose stellten die Art 1909 in die Gattung Weberocereus.
Es werden folgende Unterarten unterschieden:
- Weberocereus tunilla subsp. tunilla
- Weberocereus tunilla subsp. biolleyi (F.A.C.Weber) Ralf Bauer

In der Roten Liste gefährdeter Arten der IUCN wird die Art als „Least Concern (LC)“, d. h. als nicht gefährdet geführt.

## Nachweise